# シュワッチうるとらレスキュー隊
シュワッチうるとらレスキュー隊（シュワッチうるとらレスキューたい）は、長崎放送（NBCラジオ）の夜の時間帯で放送されていた、ラジオの若者向けバラエティ番組。略称は「シュワとら」。
放送期間は1988年4月9日から1992年4月3日まで。なお本項では、タイトルが若干変更された「シュワッチうるとらレスキュー帯」（ - たい）、本番組の後継として1992年4月6日から1993年4月2日まで放送された「ハイスクールレスキュー隊」についても説明。

## 概要
1988年4月に毎週土曜日21:00 - 23:30の2時間30分のワイド番組枠で放送開始。1987年末頃から自社制作の生放送ワイド番組の企画を進め、企画はほぼ固まっているがいいタイトルが出てこない悩んでいたところ、当時長崎放送アナウンサーの植草結樹が「ウルトラマンのノリで“シュワッチ”てのを使おう」と発言し、この一言からタイトルが決まっていったとのこと。そしてその植草がそのまま本番組に「隊長」としてメインパーソナリティに就き、当時共に入社1年目の新人アナウンサーだった久保田みどり、松原佳子の2人が「隊員」として隔週出演するという体制で始まった。土曜日夜のワイド番組時代は「NBCビートアップステーション」というサブタイトルが付いていた。
はがきやメッセージが採用されたリスナーには、番組オリジナルグッズ（シール、頭陀袋、下敷きなど）が贈られた。
1990年3月24日に放送100回を迎え、記念してこの日はアマチュアバンドの演奏、リスナー参加のDJ大会など多くのイベントが行われた。
1990年4月改編でそれまで本番組を放送してきた時間帯に『中山美穂 P.S. I LOVE YOU』（ニッポン放送制作）などのネット番組を入れるなど編成の変更により、2時間30分のワイド番組から平日（月曜日 - 金曜日）夜10時台放送の10分の帯番組にリニューアル、タイトルも帯番組になったことから『シュワッチうるとらレスキュー帯』と若干変更された。同時に植草が本番組を離れて久保田みどりが隊長としてメインパーソナリティに就き、この体制は本番組の終了まで続いた。
1991年4月改編で放送枠を拡大し、20分の帯番組に。これと同時にタイトルが元の『シュワッチうるとらレスキュー隊』に戻って更にNTTの一社提供番組になり、日替わりコーナーの中にNTT社員が参加してパソコン通信や留守番電話を使用するコーナーがスタートした。
1992年4月改編で久保田パーソナリティのままタイトルを『ハイスクールレスキュー隊』に変更して再度リニューアル。ハイスクールレスキュー隊になってからの当初は野田ゼミナールの一社提供で放送されていた。

## 放送時間
シュワッチうるとらレスキュー隊
- 毎週土曜日 21:00 - 23:30 （1988年4月9日 - 1990年3月）
- 毎週月曜日 - 金曜日 22:10 - 22:20 （1990年4月 - 1991年3月）
- 毎週月曜日 - 金曜日 22:00 - 22:20 （1991年4月 - 1992年4月3日）

ハイスクールレスキュー隊
- 毎週月曜日 - 金曜日 22:10 - 22:30 （1992年4月6日 - 1993年4月2日）

## パーソナリティ
全員が当時の長崎放送アナウンサー。
- 植草結樹
  - 1988年4月9日 - 1990年3月、初代隊長（メインパーソナリティ）。本番組降板後、番組が帯番組にリニューアルした当時も、本番組のすぐ後の枠（22:20 - 22:35）で放送されていた『うまか情報局』のパーソナリティを務めており、「久保田 → 植草」の「現隊長から前隊長」への流れが出来ていた。
  - 本番組が放送中であった1991年に長崎放送を退社し、テレビ大阪へ移籍。
- 久保田みどり
  - 本番組スタート時は隊員（アシスタント）で隔週出演、松原佳子が降板した1989年4月からは毎週出演[3]。1990年4月、初代隊長の植草降板後に2代目隊長に就任。以後、『ハイスクールレスキュー隊』終了時まで一貫してメインパーソナリティを務めた。
  - 魚のハゼに因んで「ハゼ」とあだ名されており[1]、そこから「ハゼドン調査室」というタイトルのコーナーが生まれている。
- 松原佳子
  - 隊員（アシスタント）として久保田と隔週で出演、1989年4月で降板[3]。

## 主なコーナー

### 土曜日時代
飛び出せ迷惑レスキュー隊
- スタジオを飛び出して外に出て、隊員（久保田、松原）が道行く人々に無理難題を振り、その模様を放送。

うるとらミュージックの素
- 演奏ビギナーのための音楽講座コーナー。このコーナーでパーソナリティらによる「シュワッチ・バンド」（担当楽器は植草：アコーディオン、久保田：ドラム、松原：ギターとサックス）も結成され、実際にこのバンドでライブも行った。

久保田とデート
- 1988年秋～冬頃放送されていた、久保田みどりメインのコーナー。

こちらCM制作班
- 1988年秋からレギュラーコーナー化。松原佳子が班長を務めた。

ハゼドン調査室なんでもBEST3
- 1989年秋からスタート。街に飛び出した調査員・スタッフらが毎回決められたテーマに沿って人々にインタビューを行い、その結果をまとめて何でもありのコンセプトの元、勝手にベスト3を決定。

PLEASE Mr.POSTMAN
- 1989年秋からスタート。郵便ポスト、空き缶など動かない物体に対して日頃からの感謝を込めてリスナーが書いたラブレター、感謝状などを紹介。

君の瞳にストレート
- 1989年秋からスタート。レスキュー隊員が見つけた可愛い女の子に男子リスナーが電話で、デートを申し込むべくアタック。

あー花の応援団
- 1989年秋からスタート。依頼者たった一人のためにレスキュー隊員が作った歌をプレゼント。

### 帯番組時代

#### 1990年4月時点
うるとらROCKステーション・たつろうの広場
- 火曜日。地元・長崎のロックシーンなど音楽情報を届ける。

テレフォン・カラオケ選手権
- 水曜日。リスナー同士のカラオケ歌合戦。5週勝ち抜きでチャンピオンになれる。

シュワッチうるとらマガジン / フリーコーナー
- 金曜日。毎週決められたテーマに沿ってはがきを募集。

- 上記土曜日時代のコーナーのうち、「ハゼドン調査室なんでもBEST3」を月曜日コーナー、「君の瞳にストレート」を木曜日コーナーとしてそれぞれ継続[6]。

他